# Amblie
Amblie is een plaats en voormalige gemeente in het Franse departement Calvados (regio Normandië) en telt 292 inwoners (1999).

## Geschiedenis
Amblie maakte deel uit van het kanton Creully totdat dit op 22 maart 2015 werd opgeheven en de gemeenten werd opgenomen in het op diezelfde dag opgerichte kanton Bretteville-l'Orgueilleuse.
Amblie fuseerde op 1 januari 2017 met de gemeenten Lantheuil en Tierceville tot de 
commune nouvelle Ponts sur Seulles. Hierbij werd Amblie overgeheveld van het arrondissement Caen naar het arrondissement Bayeux.

## Geografie
De oppervlakte van Amblie bedraagt 5,9 km², de bevolkingsdichtheid is 49,5 inwoners per km².
De onderstaande kaart toont de ligging van Amblie met de belangrijkste infrastructuur en aangrenzende gemeenten.

## Demografie
Onderstaande figuur toont het verloop van het inwonertal (bron: INSEE-tellingen).

Vanwege een beveiligingsprobleem met de MediaWiki Graph-software is het momenteel niet mogelijk deze grafiek weer te geven. Zodra de software is bijgewerkt zal de grafiek vanzelf weer zichtbaar worden.